# Keeping Up with the Kardashians
Keeping Up with the Kardashians este un reality-show american care publică viața personală și profesională a familiei Kardashian-Jenner, ai cărei membri sunt Kris Jenner, Kourtney Kardashian, Kim Kardashian, Khloe Kardashian, Rob Kardashian, Kendall Jenner și Kylie Jenner. Reality-show-ul american a debutat în data de 14 octombrie 2007 pe E! Entertainmet

## Familia Kardashian-Jenner
Kris Jenner are din mariajul cu răposatul avocat Robert Kardashian 4 copii, pe Kourtney Kardashian, pe Kim Kardashian, pe Khloe Kardashian și pe Rob Kardashian, iar din mariajul cu fostul Bruce Jenner, devenind în 2016 Caitlyn Jenner în urma unei operați de schimbare de sex, are alte 2 fete, pe Kendall Jenner și pe Kylie Jenner. 
Caitlyn Jenner mai are alți 4 copii din alte două mariaje, și anume pe Burt Jenner, Cassandra Marino, Brandon Jenner și Brody Jenner.
Kourtney Kardashian, sora cea mare, a fost împreuna cu Scott Disick o lungă perioadă de timp, având împreuna 3 copii, Mason Dash Disick, Penelope Scotland Disick și Reign Aston Disick. 
Kim Kardashian, cea mai cunoscuta din clanul Kardashian-Jenner, este căsătorita cu rapper-ul Kanye West după mai multe mariaje eșuate, printre care cu jucătorul de basket, Kris Humphries. Cei doi au împreună 3 copii, North West, Saint West și micuța Chicago West.
Khloe Kardashian a fost căsătorită o lungă perioada de timp cu jucătorul de baasket Lamar Odom, dupa acea relație începând una cu un alt jucător de basket, Tristan Thompson, cu care are o fetiță pe nume True Thompson.
Rob Kardashian a fost în relații cu diverse femei, cele mai cunoscute fiind Rita Ora, Adrienne Bailon, Malika Haqq și Blac Chyna. Rob are împreună cu Chyna o fetiță numită Dream Renee Kardashian.
Kendall Jenner, modelul familiei, a avut relații cu Justin Bieber și cea mai celebră relație a sa fiind cu Harry Styles. 
Kylie Jenner, mezina familiei, a fost împreună cu rapperul Tyga, Tyga fiind fostul și tatăl primului copil al lui Blac Chyna, ceea ce a creat un scandal în familia acestora. Momentan Kylie este împreună cu rapperul Travis Scott cu care are o fetiță, Stormi Webster.